# آشوبگر (فیلم)
آشوبگر (انگلیسی: Agitator) فیلمی ژاپنی در سبک یاکوزایی و حماسی به کارگردانی تاکاشی میکه محصول سال ۲۰۰۱ است که در محیط‌های حومه شهر واقع شده است. داستان فیلم نوشته شیگنوری تاکچی، نویسنده بیشتر داستان‌های گانگستری این کارگردان پس از سال ۲۰۰۱ است. ماجرای فیلم در مورد خلافکاری جوان به نام کنزاکی (ماسایا کاتو) است که در طول جنگی خشونت‌آمیز میان باندهای تبهکار، با وفاداری‌های متغیر دشمنان و همکارانش دست و پنجه نرم می‌کند.